# ولهلم وبر (ژیمناست)
ولهلم وبر (آلمانی: Wilhelm Weber; ۱ ژانویهٔ ۱۸۸۰ – ۲۸ آوریل ۱۹۶۳) ژیمناست هنری اهل آلمان بود.